# Конописька
Конописька (пол. Konopiska) — село в Польщі, у гміні Конописька Ченстоховського повіту Сілезького воєводства.
Населення — 3022 особи (2011).
У 1975-1998 роках село належало до Ченстоховського воєводства.

## Демографія
Демографічна структура станом на 31 березня 2011 року:
|          | Загалом | Допрацездатний вік | Працездатний вік | Постпрацездатний вік |
| -------- | ------- | ------------------ | ---------------- | -------------------- |
| Чоловіки | 1482    | 266                | 1093             | 123                  |
| Жінки    | 1540    | 242                | 986              | 312                  |
| Разом    | 3022    | 508                | 2079             | 435                  |